# Vuelta a España 2025/7. Etappe
Die 7. Etappe der Vuelta a España 2025 findet am 29. September 2023 statt. Sie führt die 80. Austragung des spanischen Etappenrennens von Andorra über mehrere Pyrenäen-Pässe nach Aramón Cerler, wo die dritte Bergankunft stattfindet. Sie befindet sich nach 188 Kilometern bei der Alto de Ampiru auf einer Höhe von 1905 Metern. Nach der Zielankunft werden die Fahrer insgesamt 1069,4 Kilometer absolviert haben, was 33,5 % der Gesamtdistanz der Rundfahrt entspricht.

## Streckenführung
Nach dem Start in Andorra la Vella führt die Strecke leicht abschüssig entlang des Valira nach Spanien, wobei kurz nach La Seu d’Urgell die Auffahrt auf den Port del Cantó (1724 m) beginnt. Dieser 24,7 Kilometer lange Anstieg weist eine durchschnittliche Steigung von 4,3 % auf und gilt als Bergwertung der 1. Kategorie. Er wird nach 37,9 Kilometern überquert, ehe es bergab nach Sort geht. Im Tal angekommen folgen die Fahrer der Noguera Pallaresa stromabwärts, wobei die Straße für rund 30 Kilometer leicht abschüssig verläuft. In La Pobla de Segur biegen die Fahrer rechts ab und es erfolgt die Auffahrt auf den Port de la Creu de Perves (1334 m). Die Straße führt dabei für rund 25 Kilometer bergauf, wobei die offizielle Steigung nur 5,7 Kilometer lang ist. Auf der Kuppe wird bei Kilometer 107,7 eine Bergwertung der 2. Kategorie abgenommen, bevor die nachfolgende Abfahrt über die nicht-kategorisierte Gegensteigung des Port de Viu de la Llevata nach El Pont de Suert führt. Kurz darauf steht mit dem Coll de l’Espina (1404 m) eine weitere Bergwertung der 2. Kategorie auf dem Programm, die als vorletzter Anstieg 46,5 Kilometer vor dem Ziel überquert wird. Zusätzlich wird auf der Passhöhe auch ein Bonussprint ausgefahren, ehe ein acht Kilometer langes Plateau zum etwas höheren Coll de Fadas führt. Hier wird jedoch keine Bergwertung abgenommen. Nach der Abfahrt geht es von Castejón de Sos leicht ansteigend nach Benasque, wo 14 Kilometer vor dem Ziel der einzige Zwischensprint ausgefahren wird.
Der Schlussanstieg auf die Alto de Ampriu ist 12,1 Kilometer lang und weist eine durchschnittliche Steigung von 5,8 % auf. Die Auffahrt lässt sich dabei in drei Abschnitte unterteilen, die jeweils durch eine Zwischenabfahrt getrennt werden. Auf den ersten vier Kilometern liegt die durchschnittliche Steigung bei rund 8 %, ehe 1000 flache Meter folgen. Danach müssen drei Kilometer absolviert werden, auf denen die Straße Kilometerschnitte von rund 10 % aufweist. Nach einem weiteren flachen Kilometer steigen die letzten drei Kilometer mit rund 7 % an, wobei der letzte Kilometer etwas flacher verläuft. Im Ziel wird auf einer Höhe von 1905 Metern eine Bergwertung der 1. Kategorie abgenommen.
|                            | Ort                            | Kilometer | Länge (km) | Höhe (m) | Ø Steigung |
| -------------------------- | ------------------------------ | --------- | ---------- | -------- | ---------- |
| Start                      | Andorra la Vella               | 0,0       |            |          |            |
| Bergwertung (1. Kategorie) | Port del Cantó                 | 37,9      | 24,7       | 1724     | 4,3 %      |
| Bergwertung (2. Kategorie) | Port de la Creu de Perves      | 107,7     | 5,7        | 1334     | 6,3 %      |
| Bergwertung (2. Kategorie) | Coll de l’Espina               | 141,5     | 7,1        | 1404     | 5,5 %      |
| Bonussprint                | Coll de l’Espina               | 141,5     |            |          |            |
| Zwischensprint             | Benasque                       | 174       |            |          |            |
| Bergwertung (1. Kategorie) | Aramón Cerler (Alto de Ampiru) | 188       | 12,1       | 1905     | 5,8 %      |
| Ziel                       | Aramón Cerler (Alto de Ampiru) | 188       | 12,1       | 1905     | 5,8 %      |

## Ergebnis
| \| Etappenergebnis \| Etappenergebnis \| Etappenergebnis \| Etappenergebnis \| Etappenergebnis \| \| Fahrer \| Fahrer \| Land \| Team \| Zeit \| \| --------------- \| --------------- \| --------------- \| --------------- \| --------------- \| |        |      |      |      |
| |        |      |      |      |
| Quelle: ProCyclingStats |        |      |      |      |
| Etappenergebnis |        |      |      |      |
| Fahrer | Fahrer | Land | Team | Zeit |

## Gesamtstände
| \| Gesamtwertung \| Gesamtwertung \| Gesamtwertung \| Gesamtwertung \| Gesamtwertung \| \| Fahrer \| Fahrer \| Land \| Team \| Zeit \| \| ------------- \| ------------- \| ------------- \| ------------- \| ------------- \| |        |      |      |      |
| |        |      |      |      |
| Quelle: ProCyclingStats |        |      |      |      |
| Gesamtwertung |        |      |      |      |
| Fahrer | Fahrer | Land | Team | Zeit |

| Punktewertung | Punktewertung | Punktewertung | Punktewertung | Punktewertung |
| Fahrer        | Fahrer        | Land          | Team          | Punkte        |
| ------------- | ------------- | ------------- | ------------- | ------------- |

| Bergwertung | Bergwertung | Bergwertung | Bergwertung | Bergwertung |
| Fahrer      | Fahrer      | Land        | Team        | Punkte      |
| ----------- | ----------- | ----------- | ----------- | ----------- |

| Nachwuchswertung | Nachwuchswertung | Nachwuchswertung | Nachwuchswertung | Nachwuchswertung |
| Fahrer           | Fahrer           | Land             | Team             | Zeit             |
| ---------------- | ---------------- | ---------------- | ---------------- | ---------------- |

| Mannschaftswertung | Mannschaftswertung | Mannschaftswertung | Mannschaftswertung |
| Team               | Team               | Land               | Zeit               |
| ------------------ | ------------------ | ------------------ | ------------------ |